# Nati nel 1594
| Questa pagina contiene informazioni ricavate automaticamente dalle voci biografiche con l'ausilio del template Bio e di un bot. L'aggiornamento è periodico e automatico e ricostruisce completamente la pagina. Se manca una persona in questa lista, sei pregato di non aggiungerla, ma accertati piuttosto che la sua voce biografica contenga il template Bio e che i dati anagrafici siano correttamente compilati. Se il template Bio manca, inseriscilo tu stesso o, in alternativa, metti l'avviso {{tmp\|Bio}} che ne segnala la mancanza. Se i dati riportati sono sbagliati, correggi direttamente la voce biografica; le modifiche saranno visibili in questa lista entro pochi giorni. Per chiarimenti vedi il progetto biografie. La lista contiene solo le 75 persone che sono citate nell'enciclopedia e per le quali è stato implementato correttamente il template Bio. Pagina aggiornata al 18 lug 2025. |

## Gennaio(4)
- 16 gennaio - Maeda Toshitsune, militare giapponese († 1658)
- 22 gennaio - Johannes Tanner, politico svizzero
- 24 gennaio - Pierre de Marca, arcivescovo cattolico e storico francese († 1662)
- 28 gennaio - Lodovico Melzi, nobile italiano († 1649)

## Febbraio(7)
- 2 febbraio - Giovanni Battista Maria Pallotta, cardinale italiano († 1668)
- 2 febbraio - Philip Powell, avvocato e beato britannico († 1646)
- 3 febbraio - Biagio Marini, violinista e compositore italiano († 1663)
- 8 febbraio - Vincenzo II Gonzaga, nobile italiano († 1627)
- 9 febbraio - Maria Apollonia di Savoia, religiosa italiana († 1656)
- 19 febbraio - Enrico Federico Stuart, principe britannico († 1612)
- 21 febbraio - Giovanni Ernesto I di Sassonia-Weimar, duca tedesco († 1626)

## Marzo(4)
- 11 marzo - Francesco Caetani, generale e politico italiano († 1683)
- 13 marzo - Montdory, attore teatrale francese († 1653)
- 25 marzo - Maria Tesselschade Visscher, poetessa olandese († 1649)
- 27 marzo - Luigi I d'Este, nobile e militare italiano († 1664)

## Aprile(2)
- 1º aprile - Carlo Ridolfi, pittore e scrittore italiano († 1658)
- 21 aprile - Bernardino Spada, cardinale, arcivescovo e collezionista d'arte italiano († 1661)

## Maggio(7)
- 1º maggio - John Haynes, politico e magistrato inglese
- 2 maggio - Francesco Carlo di Sassonia-Lauenburg, nobile tedesco († 1660)
- 9 maggio - Luigi Enrico di Nassau-Dillenburg, nobile tedesco († 1662)
- 11 maggio - Carlotta Margherita di Montmorency, nobildonna francese († 1650)
- 14 maggio - Francesco di Ferdinando de' Medici, nobile italiano († 1614)
- 15 maggio - Cesare Monti, cardinale italiano († 1650)
- 29 maggio - Gottfried Heinrich, conte di Pappenheim, generale tedesco († 1632)

## Giugno(4)
- 7 giugno - Cesare di Borbone-Vendôme, nobile francese († 1665)
- 10 giugno - Agatino Paternò Castello, nobile e politico italiano († 1675)
- 15 giugno - Nicolas Poussin, pittore francese († 1665)
- 20 giugno - Odorico Rinaldi, storico italiano († 1671)

## Luglio(8)
- 5 luglio - Leonardo II de Tassis, nobile († 1628)
- 6 luglio - Federico V di Baden-Durlach, nobile tedesco († 1659)
- 10 luglio - Persio Caracci, vescovo cattolico e poeta italiano († 1675)
- 10 luglio - Bartolomeo Gennari, pittore italiano († 1661)
- 16 luglio - Luisa Giuliana del Palatinato-Simmern, nobile tedesca († 1640)
- 17 luglio - Filippo Spinola, generale, politico e nobile italiano († 1659)
- 23 luglio - Ulysses von Salis, militare e politico svizzero († 1674)
- 24 luglio - Mario II Sforza di Santa Fiora, nobile italiano († 1658)

## Agosto(2)
- 4 agosto - Aleksander Ludwik Radziwiłł, nobile e politico polacco († 1654)
- 5 agosto - Stefano Durazzo, cardinale e arcivescovo cattolico italiano († 1667)

## Settembre(1)
- 2 settembre - Ilarione Rancati, teologo italiano († 1663)

## Novembre(6)
- 2 novembre - Ernestina Iolanda di Ligne, nobildonna belga († 1663)
- 15 novembre - Jean Puget de la Serre, scrittore, drammaturgo e storico francese († 1665)
- 23 novembre - Giacinto Gigli, storico italiano († 1671)
- 24 novembre - Ludovico Giamagna, vescovo cattolico italiano († 1634)
- 24 novembre - Henry Grey, X conte di Kent, nobile e politico inglese († 1651)
- 30 novembre - Giovanni Battista Doni, teorico della musica italiano († 1647)

## Dicembre(1)
- 19 dicembre - Gustavo II Adolfo di Svezia, re svedese († 1632)

## Senza giorno specificato(29)
- Sebastiano Andreantonelli, presbitero e storico italiano († 1643)
- Charles Audran, incisore francese († 1674)
- Francisco Bautista, architetto spagnolo († 1679)
- Fernando de Castro y Andrade, arcivescovo cattolico spagnolo († 1664)
- Costanzo Centofiorini, funzionario italiano († 1677)
- Edward Conway, II visconte di Conway, nobile, politico e militare inglese († 1655)
- Wouter Crabeth II, pittore olandese († 1644)
- Marin Cureau de La Chambre, medico e filosofo francese († 1669)
- Jacob Cuyp, pittore e illustratore olandese († 1652)
- Gérard Douffet, pittore fiammingo († 1660)
- Robert Douglas, religioso scozzese († 1674)
- Mario Filonardi, arcivescovo cattolico italiano († 1644)
- John Hampden, politico britannico († 1643)
- Willem van Honthorst, pittore olandese († 1666)
- Alexander Huish, presbitero e biblista inglese († 1668)
- Giovanni Battista Lomellini, doge († 1674)
- Paolo Maruscelli, architetto italiano († 1649)
- Shabdrung Ngawang Namgyal, monaco buddhista tibetano († 1651)
- Francesco Nerli il Vecchio, cardinale e arcivescovo cattolico italiano († 1670)
- Luigi Novarini, presbitero e biblista italiano († 1650)
- Crispijn van de Passe II, incisore e disegnatore olandese († 1670)
- Pierre de Saint-Joseph, filosofo, teologo e religioso francese († 1662)
- Antoon Sallaert, pittore, incisore e editore fiammingo († 1650)
- Satomi Tadayoshi, militare giapponese († 1622)
- Salomon Savery, pittore e incisore olandese († 1678)
- Joseph Simons, drammaturgo e gesuita inglese († 1671)
- Francisco Tello de León, vescovo cattolico spagnolo († 1662)
- Camillo Tutini, storico italiano († 1666)
- Jacques de Serisay, poeta francese († 1653)